# Pauluskirche (Plauen)

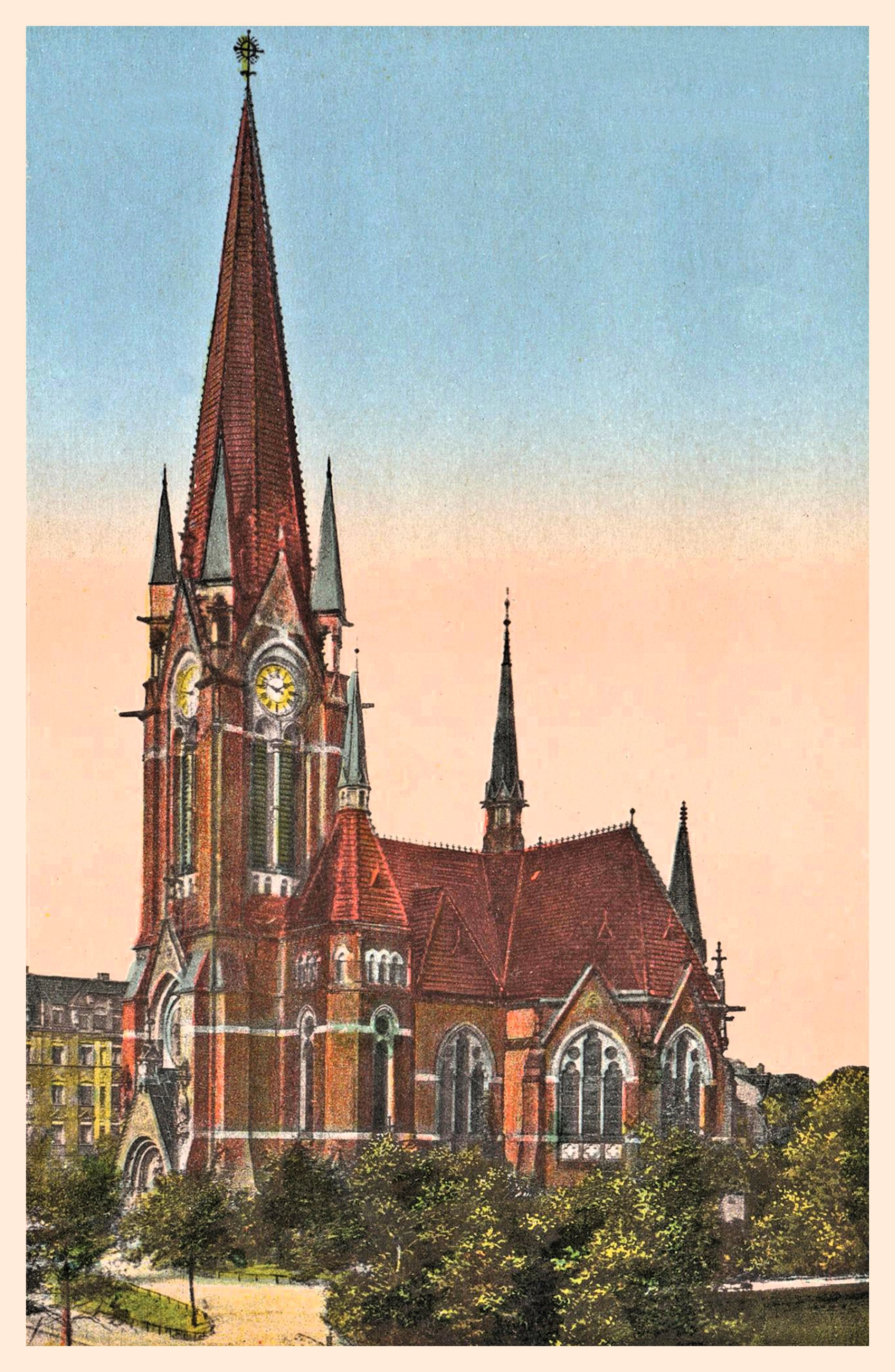
Pauluskirche, um 1903

Die Pauluskirche in Plauen ist eine evangelisch-lutherische Kirche, die am 29. November 1897 geweiht wurde.

## Geschichte

### Bau
Bis zum Ende des 19. Jahrhunderts gab es zwei evangelische Kirchen in Plauen, nämlich die Johanniskirche, deren Ursprünge bis ins Mittelalter zurückgingen, und die aus der Barockzeit stammende (hauptsächlich für Leichenpredigten genutzte) Gottesackerkirche (seit 1883: Lutherkirche). Aufgrund des mit der Industrialisierung einhergehenden raschen Bevölkerungswachstums der Stadt ergab sich der Bedarf nach neuen Gottesdiensträumlichkeiten.
Erste Anregungen für den Bau einer dritten Kirche in Plauen reichen bis in das Jahr 1881 zurück. Langwierige Verhandlungen zwischen der Stadtgemeinde, der das Grundstück für den Neubau der Kirche gehörte, und dem Kirchenvorstand verzögerten den Baubeginn um über zehn Jahre. 1891 wurde ein Architekturwettbewerb ausgelobt, den der Architekt Georg Weidenbach aus Leipzig gewann. Eine treibende Kraft für den Baubeginn war Superintendent Lieschke, der nach seinem Amtsantritt im Jahre 1892 die Teilung der bis dahin größten Parochie in Sachsen in drei kleinere, selbstständige Parochien (Johannis-, Luther- und Paulusgemeinde) durchsetzte. 1893 überließ der Stadtgemeinderat der Paulusgemeinde ein größeres Grundstück. 1894 wurden endlich auch die Baupläne seitens der Kirche genehmigt.
So konnte am 17. Juni 1895, nach zweimonatigen Vorarbeiten, der Grundstein gelegt werden. Bereits am 26. August 1896 wurde das Richtfest gefeiert.

### Im Kaiserreich
Bis 1918 diente die Pauluskirche dem seit 1903 in Plauen stationierten 10. Königlich Sächsischen Infanterieregiment Nr. 134 als Garnisonskirche.
Während des Ersten Weltkrieges hatte die Pauluskirche infolge einer Beschlagnahme für Kriegsbedarf 59 zinnerne Orgelpfeifen der Jehmlich-Orgel abzugeben. Erst 1921 konnte für sie Ersatz beschafft werden.

### Im Zweiten Weltkrieg
Die Pauluskirche liegt im Bahnhofsviertel, dem bei den Luftangriffen im Zweiten Weltkrieg mit ca. 90 % am stärksten zerstörten Stadtviertel Plauens. Die Kirche blieb lange Zeit trotzdem von den Bombenangriffen verschont. Erst der dreizehnte Angriff am 10. April 1945 durch die britische Royal Air Force führte zu massiven Schäden im Außenbereich und dem anschließenden Brand der Kirche. Der Dachstuhl des Kirchenschiffes brannte fast vollständig aus. Auch die Turmspitze, die längere Zeit brannte, stürzte letztendlich in sich zusammen. Sämtliche Fenster gingen verloren, der Innenraum wurde stark in Mitleidenschaft gezogen, so dass er komplett erneuert werden musste. Auch die Jehmlich-Orgel wurde so stark beschädigt, dass sie ersetzt werden musste. Einzig der Altar und die Kanzel blieben verschont.

### Nach 1945

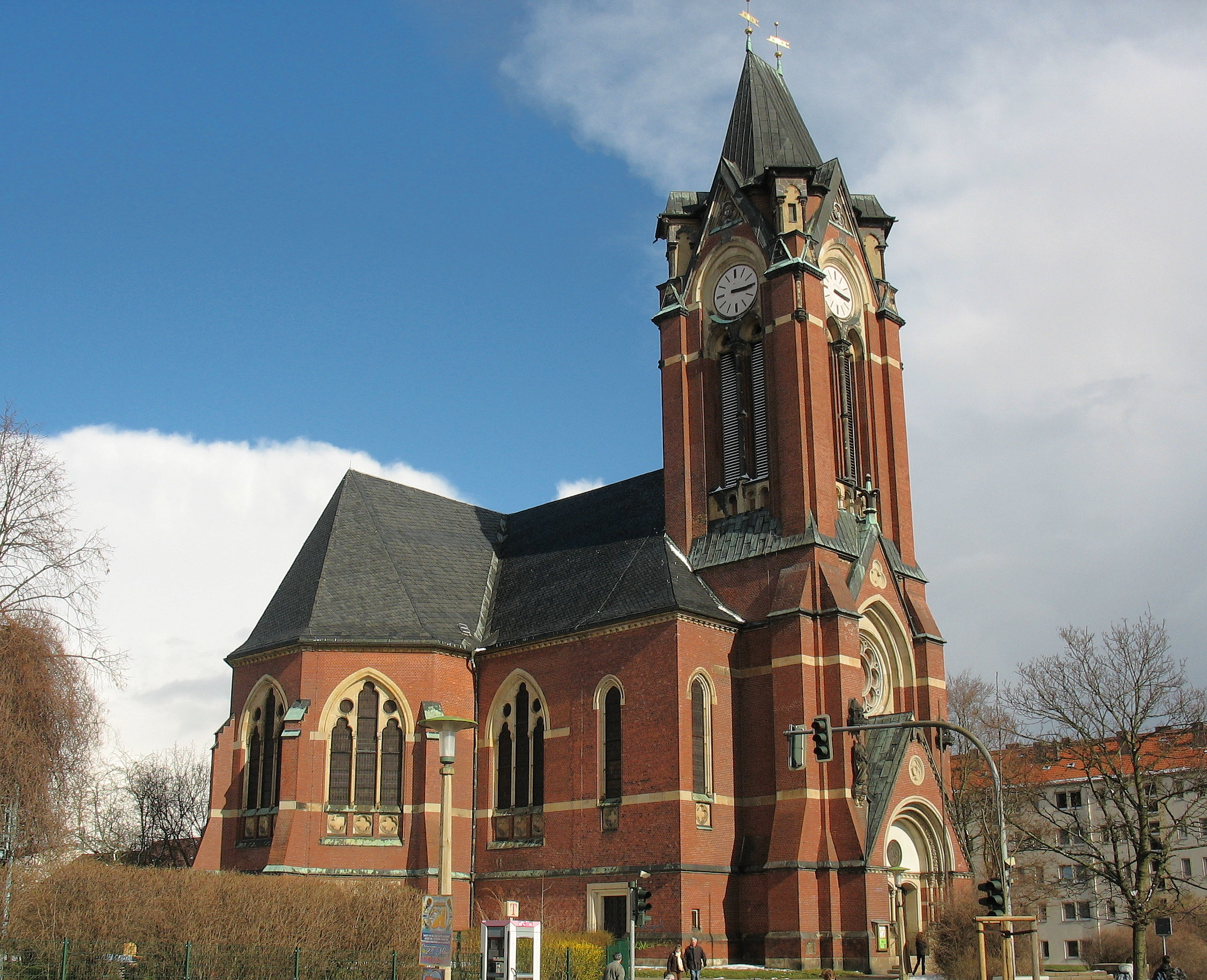
Die Pauluskirche nach dem Wiederaufbau

1946 wurde auf Initiative einiger Pfarrer und der Gemeindemitglieder mit dem Wiederaufbau begonnen. 1957 wurde die Kirche zum zweiten Mal geweiht. Der Kirchturm wurde lediglich in stark verkürzter Form wiederaufgebaut.
Seit 2012 befindet sich im Vorraum des Kirchenschiffs eine zweisprachige Ehrentafel im Stil eines Epitaphs für den U-Boot-Kapitän Werner Hartenstein (1908–1943), welche zum 70. Jahrestag des sog. Laconia-Zwischenfalls von britischen Überlebenden gestiftet worden war. Hartenstein war Mitglied der Paulus-Gemeinde gewesen. Die Stifter wollten ihrem Lebensretter auf diese Weise ein sichtbares Zeichen ihrer Dankbarkeit setzen. Aus demselben Grund ist die Kirche auch immer wieder Schauplatz von kleinen Gedenkfeiern der International Submarine Connection U 156 Plauen (ISCP), deren britischer Präsident Capt. David C. Jones – ebenfalls ein Überlebender eines von Hartenstein torpedierten Schiffes – wegen seines Beitrags zur Völkerverständigung mit der British Empire Medal ausgezeichnet wurde.

### Die Pauluskirche heute
Die Pauluskirche ist heute eine von drei Begegnungsstätten der evangelisch-lutherischen Markus-Paulus-Gemeinde in Plauen. Die beiden anderen sind die Markuskirche sowie das Paulushaus, welches das Pfarramt sowie verschiedene Räumlichkeiten für außergottesdienstliche Aktivitäten und Veranstaltungen beherbergt. Außer für Gottesdienste dient die Pauluskirche auch immer wieder für geistliche Konzertveranstaltungen. 
Aufgrund eines entsprechenden Beschlusses der Evangelisch-Lutherischen Landeskirche Sachsens vom 16. April 2018 wurde die Markus-Paulus-Gemeinde zum Januar 2021 gemeinsam mit mehreren anderen Kirchengemeinden unter dem Dach des Kirchgemeindebundes Plauen vereint.

## Geläut
Das Geläut der Pauluskirche erklingt in der Disposition b–des′–f′–as′. Am 30. November 1895 fand die Weihe der drei größeren der vom Bochumer Verein hergestellten vier Gussstahl-Glocken in b–des′–f′, einem b-Moll-Dreiklang, statt. Die vierte folgte als Spende am 8. Juli 1897 und erweiterte die Disposition zu einem b-Moll-Septimenakkord.
Die Glocken läuten an geraden Holzjochen. Alle vier tragen eine den Briefen des Apostels Paulus entnommene Inschrift (siehe Tabelle).
| Glocke | Schlagton | Gussjahr | Masse ≈ | Inschrift |
| ------ | --------- | -------- | ------- | --- |
| 1      | b°−80     | 1895     | 3400 kg | Der Gerechte wird seines Glaubens leben [Habakuk 2,4] und Aus Dankbarkeit gegen Gott gestiftet von Karl Lange und Familie |
| 2      | des′−40   | 1895     | 2100 kg | Die Liebe ist des Gesetzes Erfüllung [Römer 13,10]                                                                        |
| 3      | f′+40     | 1895     | 1400 kg | Hoffnung läßt nicht zu Schanden werden [Römer 5,5]                                                                        |
| 4      | as′+40    | 1897     | 0600 kg | Gott sei Ehre in Ewigkeit [Römer 11,36] (zusätzlich der Name der Familie Köchel als Stifter)                              |

## Orgel
Die Orgel wurde 1962 von Eule Orgelbau erbaut und hat 40 Register auf drei Manualen und Pedal. Es ist eine Schleifladenorgel mit pneumatischer Register- und mechanischer Spieltraktur. Die Disposition lautet:
| I Hauptwerk C–g3 |       |
| Gedackt Pommer   | 16′   |
| Prinzipal        | 8′    |
| Rohrflöte        | 8′    |
| Oktave           | 4′    |
| Gemshorn         | 4′    |
| Quinte           | 2 ⁄3′ |
| Flachflöte       | 2′    |
| Hornwerk III–V   |       |
| Mixtur III–IV    |       |
| Trompete         | 8′    |

| II Rückpositiv C–g3 |    |
| Quintatön           | 8′ |
| Weitgedackt         | 8′ |
| Scharfoktave        | 4′ |
| Rohrpommer          | 4′ |
| Blockflöte          | 2′ |
| Sesquialter II      |    |
| Sept-Non II         |    |
| Hellzimbel III      |    |
| Krummhorn           | 8′ |
| Rohrschalmei        | 4′ |
| Tremulant           |    |

| III Oberwerk (schwellbar) C–g3 |             |
| Spitzprinzipal                 | 8′          |
| Holzflöte                      | 8′          |
| Quintatön                      | 4′          |
| Weitprinzipal                  | 4′          |
| Rohrnasard                     | 2 ⁄3′       |
| Oktave                         | 2′          |
| Glöcklein                      | 1′          |
| Terz                           | 4⁄5′–1 3⁄5′ |
| Scharf IV                      |             |
| Krummhorn                      | 16′         |
| Tremulant                      |             |

| Pedal C–f1    |     |
| Prinzipalbaß  | 16′ |
| Subbaß        | 16′ |
| Oktave        | 8′  |
| Baßflöte      | 8′  |
| Waldflöte     | 4′  |
| Nachthorn     | 2′  |
| Hintersatz VI |     |
| Posaune       | 16′ |
| Trompete      | 8′  |
| Klarine       | 4′  |

- Koppeln: III/I, II/I, I/P, III/P
- Spielhilfen: 2 freie Kombinationen, Manualpleno, Pedalpleno, Zungen ab, Handregister ab